# Ephebe brasiliensis
Ephebe brasiliensis är en lavart som först beskrevs av Vain., och fick sitt nu gällande namn av A. Henssen. Ephebe brasiliensis ingår i släktet Ephebe och familjen Lichinaceae.   Inga underarter finns listade i Catalogue of Life.